# Dorotheus van Gaza

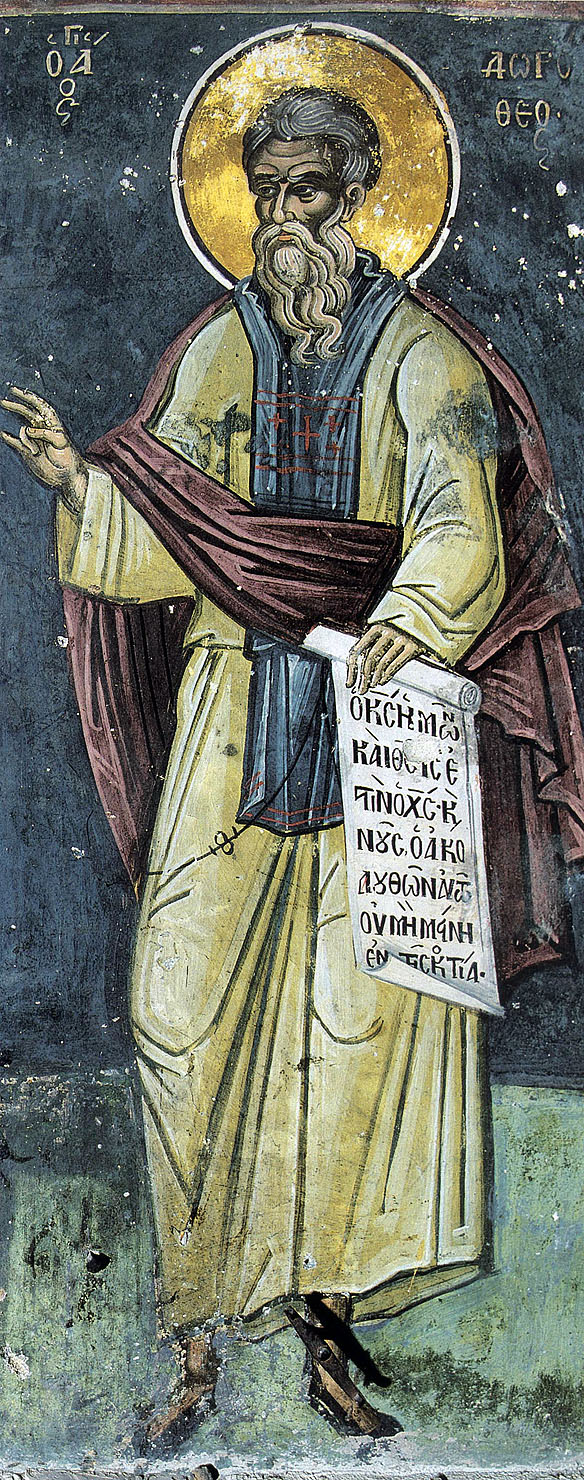
Dorotheus van Gaza, Oros Athos, 1547.

Dorotheus van Gaza, of Dorotheus Abbas (6e eeuw) was een Grieks-christelijk schrijver. Leerling van de kluizenaars Barsanuphius en Johannes, stichtte een klooster nabij Gaza en schreef ten gerieve van zijn monniken een aantal Doctrinae (Leringen) en Epistulae (Brieven), alsook een kleine verzameling Sententiae (Spreuken). Thans worden 17 doctr. en 16 epist. als authentiek beschouwd.
- Bibsys: 95001446
- Bibliothèque nationale de France: cb12135211n (data)
- CiNii: DA12864710
- Gemeinsame Normdatei: 100940110
- International Standard Name Identifier: 0000 0001 1570 472X
- Library of Congress Control Number: no94029712
- Nationale Bibliotheek van Letland: 000019194
- Nationale Bibliotheek van Tsjechië: skuk0002279
- Nationale bibliotheek van Australië: 35879766
- Nationale Bibliotheek van Israël: 987007260518505171
- Nederlandse Thesaurus van Auteursnamen: 071898395
- Istituto Centrale per il Catalogo Unico: RAVV044513
- LIBRIS: 49634
- Système universitaire de documentation: 029804175
- Trove: 1128504
- Union List of Artist Names: 500100242
- Virtual International Authority File: 52046984
- WorldCat: E39PCjDy3yYJDBCHGtMDK76mHP